# Nūy
Nūy (persiska: نوئی, نوی) är en ort i Iran.   Den ligger i provinsen Västazarbaijan, i den nordvästra delen av landet, 600 km väster om huvudstaden Teheran. Nūy ligger 1 615 meter över havet och antalet invånare är 610.
Terrängen runt Nūy är varierad. Runt Nūy är det ganska tätbefolkat, med 129 invånare per kvadratkilometer. Närmaste större samhälle är Nergī, 13,8 km norr om Nūy. Trakten runt Nūy består i huvudsak av gräsmarker.